# Смрт недужних (филм)
Смрт недужних (енгл. The Virgin Suicides) или Самоубиство девица амерички је филм из 1999. редитељке и сценаристкиње Софије Кополе који уједно представља и њен редитељски првенац.

## Радња
Радња се одвија средином 1970-их у Мичигену, приградска идила породице Лисабон, једне од њених многих ћелија средње класе, поремећена је покушајем самоубиства њихове најмлађе ћерке Сесилије. Без очигледног разлога, девојка покушава да отвори вене, шокирајући оне око себе. Иако успева да се спасе, депресивне мисли не напуштају дете и њен други покушај самоубиства је успешан. Након тога, њени родитељи почињу помно да прате преостале четири ћерке - Терезу, Мери, Бони и Лукс. Без надзора родитеља, девојке не могу готово ништа, а то се посебно односи на комуникацију са младићима истог узраста, који почињу да им посвећују све више пажње. Живот у заточеништву по налогу старијих сваким даном све више потискује младе девојке.
Како почиње нова школска година, Лукс започиње тајну и краткотрајну романсу са Трипом Фонтаинеом, школским срцем. Трип убеђује господина Лисабона да му дозволи да одведе Лукс на предстојећи бал, обећавајући да ће обезбедити просце за остале сестре. Након што Лукс и Трип постану краљ и краљица матуре, Трип убеђује Лукс да напусти групу и има секс на фудбалском терену. Након тога, Лукс заспи, а Трип је напушта. У зору, Лукс се буди сама и вози таксијем кући.
Кршећи полицијски час, Лукс и њене сестре кажњавају госпођа Лисабон, одводе их из школе и затварају у кућу. Сестре контактирају младе преко пута светлосним сигналима и деле песме преко телефона.
После неколико недеља затвора, сестре остављају поруке младићима у којима их обавештавају о предстојећем бекству. Када дечаци стигну увече, затекну Лукса самог у дневној соби како пуши цигарету. Она их позива унутра да сачекају њене сестре док она одлази да упали ауто.
Радознали младићи одлутају у подрум, где откривају тело Бони, која се обесила. Престрављени, јуре уз степенице и наилазе на Марино тело у кухињи. Дечаци схватају да су све сестре извршиле самоубиство. Бони се обесила, Мери је забила главу у пећницу на гас, Тереза је узела таблете за спавање, а Лукс је умрла од тровања угљен-моноксидом након што је оставила мотор да ради у гаражи.
Опустошени самоубиствима, господин и госпођа Лисабон напуштају град. Господин Лисабон има пријатеља који чисти кућу и продаје породичне ствари на распродаји у дворишту. Све што није продато бачено је у смеће, укључујући и породичне фотографије које комшијски момци сакупљају за успомене. Кућа је продата младом пару из Бостона. Одрасли у граду живе као да се ништа није догодило. Одрасли момци признају да су волели девојке и никада неће сазнати зашто су сестре себи одузеле живот.

## Улоге
| Глумац            | Улога                           |
| ----------------- | ------------------------------- |
| Џејмс Вудс        | Роналд Лисбон                   |
| Кетлин Тарнер     | госпођа Лисбон                  |
| Кирстен Данст     | Лукс Лисбон                     |
| Џош Хартнет       | Трип Фонтејн                    |
| Мајкл Паре        | Трип Фонтејн као одрастао човек |
| Еј Џеј Кук        | Мери Лисбон                     |
| Хана Р. Хол       | Сесилија Лисбон                 |
| Лесли Хејман      | Тереза Лисбон                   |
| Челси Свејн       | Бони Лисбон                     |
| Џонатан Такер     | Тим Вајнер                      |
| Ноа Шебиб         | Парки Дентон                    |
| Ентони Десимон    | Чејс Бјуел                      |
| Ли Каган          | Дејвид Баркер                   |
| Роберт Шварцман   | Пол Балдино                     |
| Скот Глен         | отац Муди                       |
| Дени Девито       | др Хорникер                     |
| Хејден Кристенсен | Џејк Хил Конли                  |
| Кристин Ферли     | Ејми Шраф                       |
| Џовани Рибиси     | наратор                         |